# استان‌های دانمارک
در تقسیمات کشوری جدید دانمارک که در سال ۲۰۰۷ انجام شد، خاک اصلی کشور دانمارک به پنج استان (که در دانمارکی Region نامیده می‌شود) تقسیم گردید.
خاک اصلی دانمارک به پنج استان و ۹۸ شهرستان تقسیم شده‌است. استان‌های دانمارک عبارتند از هوودستادن، نوردیولند، میدیولند، شیلند، و سیددانمارک.
گرینلند و جزایر فارو نیز دو قلمرو برون‌مرزی و خودگردان دانمارک به شمار می‌آیند.
| استان‌ها    | استان‌ها      | استان‌ها             | استان‌ها    | استان‌ها      | استان‌ها               | استان‌ها              | استان‌ها                       | شهرستان‌ها       |
| نام فارسی  | نام دانمارکی | معنی نام            | مرکز استان | بزرگ‌ترین شهر | جمعیت (۱ ژانویه ۲۰۰۸) | مساحت (کیلومتر مربع) | تراکم جمعیت (بر کیلومتر مربع) | تعداد شهرستان‌ها |
| ---------- | ------------ | ------------------- | ---------- | ------------ | --------------------- | -------------------- | ----------------------------- | --------------- |
| هوودستادن  | Hovedstaden  | منطقه پایتختی       | هیلرود     | کپنهاگ       | ۱٬۶۴۵٬۸۲۵             | ۲٬۵۶۱                | ۶۴۲٫۶                         | ۲۹              |
| میدیولند   | Midtjylland  | منطقه مرکزی         | ویبرورگ    | آرهوس        | ۱٬۲۳۷٬۰۴۱             | ۱۳٬۱۴۲               | ۹۴٫۲                          | ۱۹              |
| نوردیولند  | Nordjylland  | ژوتلند شمالی        | آلبورگ     | آلبورگ       | ۵۷۸٬۸۳۹               | ۷٬۹۲۷                | ۷۳٫۲                          | ۱۱              |
| شیلند      | Sjælland     | منطقه سرزمین دریا   | سورو       | روسکیلده     | ۸۱۹٬۴۲۷               | ۷٬۲۷۳                | ۱۱۲٫۷                         | ۱۷              |
| سیددانمارک | Syddanmark   | منطقه دانمارک جنوبی | ویله       | اودنسه       | ۱٬۱۹۴٬۶۵۹             | ۱۲٬۱۹۱               | ۹۷٫۹۹                         | ۲۲              |